# Ugly Betty
Ugly Betty is een met een Amerikaanse Emmy en Golden Globe bekroonde komedieserie, die werd uitgezonden op ABC tussen 2006 en 2010. De reeks is gebaseerd op de Colombiaanse telenovela Yo soy Betty, la fea.
In Nederland wordt de serie uitgezonden door RTL Lounge, in Vlaanderen door VIER.

## Verhaallijnen
Ugly Betty volgt het leven van Betty Suarez (America Ferrera), een latina uit New York, die werkt voor Daniel Meade (Eric Mabius). Samen werken ze in de zaak van zijn vader Bradford (Alan Dale), Meade Publications. Daniel is de hoofdredacteur van het populairste blad, Mode Magazine, en Betty is zijn secretaresse. Naast Daniel werken ook Bradfords dochter Alexis (Rebecca Romijn) en Daniels moeder Claire (Judith Light) in de zaak.
Wilhelmina Slater (Vanessa Williams) is de gemene creative director van het magazine die niets liever wil dan zelf het magazine in handen hebben. Nadat de voormalige hoofdredactrice onder mysterieuze omstandigheden om het leven komt, had zij erop gerekend die positie te mogen innemen. Maar die functie gaat naar Daniel en ze probeert op allerlei manieren de leiding zelf in handen te krijgen. Ze wordt hierin bijgestaan door haar homoseksuele assistent Marc St. James (Michael Urie), die samen met baliebediende Amanda Tanen (Becki Newton) Betty en Daniel probeert tegen te werken. Maar er werken ook nog wat mensen met wie Betty het wel kan vinden: Henry Grubstick (Christopher Gorham) werkt op de boekhoudafdeling van Meade Publications en is stiekem verliefd op Betty en Christina McKinney (Ashley Jensen) is verantwoordelijk voor de kleding bij Mode Magazine en een goede vriendin van Betty. Maar naast Henry heeft Betty nog wel enkele andere aanbidders: zo is er Giovanni "Gio" Rossi (Freddy Rodriguez), een sandwichverkoper op wie Betty verliefd wordt en na verloop van tijd begint Betty iets met Matt (Daniel Eric Gold), een collega-journalist die ze op een cursus leert kennen.
Betty's moeder is al een tijdje overleden, maar haar vader Ignacio (Tony Plana) woont nog altijd in Queens. Ook haar zus Hilda (Ana Ortiz) en haar zoon Justin (Mark Indelicato) wonen bij hen in.

## Rolverdeling

### Familie Suarez
| Acteur          | Personage      | Opmerkingen     |
| --------------- | -------------- | --------------- |
| America Ferrera | Betty Suarez   |                 |
| Tony Plana      | Ignacio Suarez | Vader van Betty |
| Ana Ortiz       | Hilda Suarez   | Zus van Betty   |
| Mark Indelicato | Justin Suarez  | Zoon van Hilda  |

### Familie Meade
| Acteur         | Personage      | Opmerkingen |
| -------------- | -------------- | --- |
| Eric Mabius    | Daniel Meade   | Betty's baas tot seizoen 3 |
| Alan Dale      | Bradford Meade | Vader van Daniel en CEO van Meade Publications (overleden in seizoen 2) |
| Judith Light   | Claire Meade   | Daniels moeder |
| Rebecca Romijn | Alexis Meade   | Daniels broer, die iedereen liet denken dat hij overleden was na een auto-ongeluk terwijl hij na 2 jaar na 'het ongeluk' een totale metarmorfose van man naar vrouw had ondergaan |

### Mode Magazine-personeel
| Acteur              | Personage          | Opmerkingen |
| ------------------- | ------------------ | --- |
| Christopher Gorham  | Henry Grubstick    | Betty's ex-vriendje en werkzaam als accountant |
| Ashley Jensen       | Christina McKinney | Geboren in Schotland en gevlucht van een slecht huwelijk waar ze later weer naar terugkeert. Werkte als naaister en kledingbeheerster voor het magazine, goede vriendin van Betty (seizoen 1-3) |
| Becki Newton        | Amanda Tanen       | Baliebediende bij Mode Magazine, vindt Betty maar niets en spant vaak samen met Marc. Later groeien zij en Betty dichter naar elkaar en worden ze zelfs huisgenoten                             |
| Vanessa L. Williams | Wilhelmina Slater  | De sluwe creative director van het magazine die er alles voor overheeft zelf het magazine te leiden                                                                                             |
| Michael Urie        | Marc St. James     | Wilhelmina's homoseksuele assistent en beste vriend van Amanda |

## Dvd's
| Naam                                                 | Afleveringen | Datum Uitgave     | Datum Uitgave     | Datum Uitgave |
| Naam                                                 | Afleveringen | Regio 1           | Regio 2           |               |
| ---------------------------------------------------- | ------------ | ----------------- | ----------------- | ------------- |
| Volledige Eerste Seizoen - The Bettyfied Edition     | 23           | 21 augustus 2007  | 24 september 2007 |               |
| Volledige Tweede Seizoen - Brighter, Bolder, Bettyer | 18           | 9 september 2008  | 13 oktober 2008   |               |
| Volledige Derde Seizoen - Start Spreading The News   | 24           | 22 september 2009 | 7 december 2009   |               |
| Volledige Vierde Seizoen - From Poncho, to Honcho    | 20           | 14 augustus 2010  | 6 oktober 2010    |               |

## Trivia
- Een Nederlandse versie van de reeks, Lotte, werd uitgezonden door de Nederlandse digitale televisiezender RTL Lounge, van RTL Nederland. In het televisieseizoen 2007-2008 werd er ook een Vlaamse versie van uitgezonden, Sara, door VTM.
- Alle acteurs van Ugly Betty staakten in 2007 mee met de scenaristen in Hollywood. Ze ondersteunden zelfs de actie, door zelf mee te demonstreren en ludieke acties op te zetten.[1]
- Verschillende beroemdheden (zoals Victoria Beckham, Lindsay Lohan, Adele en Shakira) speelden een bijrol in de reeks.